# Martin Bruns
Martin Bruns (* 1960 in Basel) ist ein Schweizer Sänger klassischer Musik in der Stimmlage Bariton sowie Hochschullehrer.

## Leben und Wirken
Während seiner Schulzeit gehörte Martin Bruns der Knabenkantorei Basel an und geprägt durch dieses musikalische Umfeld studierte er zunächst Violine an der Musik-Akademie der Stadt Basel und wurde anschließend Mitglied des Berner Symphonieorchesters. Nach einigen Jahren entschloss er sich zusätzlich noch Gesang zu studieren und besuchte daraufhin die Hochschulen in Fribourg und Zürich sowie die Gesangsklasse von Daniel Ferro an der Juilliard School in New York City. Darüber hinaus belegte er noch Meisterkurse bei namhaften Künstlern wie beispielsweise Irwin Gage, Ernst Haefliger, Arleen Augér und Phyllis Curtin.
Nach seiner Studienzeit begann Bruns seine sängerische Laufbahn zunächst als Ensemblemitglied am Hessischen Staatstheater Wiesbaden. Darüber hinaus nahm er zahlreiche Einladungen zu Gastauftritten an renommierten deutschen und europäischen Bühnen an und trat zusammen mit vielen bedeutenden Orchestern Europas und Nordamerikas auf. Bruns Repertoire beinhaltet dabei die Gesangspartien von der frühen Barockmusik über Mozart und Mahler bis hin zur Zeitgenössischen Musik.
Ein Schwerpunkt seiner Gesangsdarbietungen ist das Liedrepertoire, hier vor allem die weniger bekannten Werke des 20. Jahrhunderts wie beispielsweise von Ferruccio Busoni, Ignace Strasfogel oder David Diamond. Bruns regelmäßige Klavierbegleiter sind dabei unter anderem Kolja Lessing, Brian Zeger, Jan Philipp Schulze, Ulrich Eisenlohr und Christoph Hammer. Durch zahlreiche Ur- und Erstaufführungen, darunter der Aufführung eines eigens für das Wiener Klaviertrio und Martin Bruns geschriebenen Werkes von Paul Engel auf Gedichte von Ursula Haas mit dem Titel: Getäuscht hat sich der Albatros, setzt sich Bruns unter anderem bei den Internationalen Musikfestwochen in Luzern, den Salzburger Osterfestspielen oder dem Chamber Music Festival in Ottawa immer wieder für das Liedgut der Zeitgenössischen Musik ein.
Darüber hinaus bearbeitete er im Jahr 2004 anlässlich des 700. Geburtstags von Francesco Petrarca 25 seiner Lieder für eine mittlere Singstimme und Klavier und brachte diese auf dem von ihm selbst initiierten Festival Petrarca Musicale auf Schloss Kirchheim in Kirchheim unter Teck zur Erstaufführung. Weitere Höhepunkte seiner Laufbahn waren die europaweite Direktübertragung seines Liederabends Fliegt, ihr meiner Jugend Träume aus dem Beethoven-Haus in Bonn, die Erstaufführung von Antonín Dvořáks Liederzyklus Zypressen in der Urfassung für Gesang und Klavier in Ludwigshafen am Rhein und Ljubljana, eine US-Tournée mit Jan Philipp Schulze sowie die Doppel-Produktion von Gian Carlo Menottis The Telephone und Carl Orffs Die Kluge in Basel.
Im Februar 2009 übernahm Bruns vertretungsweise eine Gesangsklasse an der Zürcher Hochschule der Künste und wurde ein Jahr später zunächst als Gastprofessor und ab 2012 als Professor für Gesang an der Hochschule für Musik „Hanns Eisler“ Berlin übernommen und von 2014 bis 2016 zum Prorektor gewählt. Zudem unterrichtete er von 2010 bis 2012 Gesang an der Hochschule für Musik und Tanz Köln, Standort Aachen.

## Diskografie (Auswahl)
- Franz Schubert: Die schöne Müllerin, bearb. für mittlere Stimme und Gitarre, Martin Bruns und Mats Bergström (Gitarre), Gehrmans Musikförlag, Stockholm, 1996
- Georg Friedrich Händel: Rinaldo. Oper in drei Akten, Rolle Argante, Händel Classic Audio HCA 7779, 1997
- Georg Friedrich Händel: Serse. Rolle des Elviro, Hessisches Staatstheater Wiesbaden, 1997
- Ignace Strasfogel: Sonate KlNr. 1, Martin Burns und Kolja Lessing (Klavier), Polygram, Hamburg, 1998
- Franz Schubert: Deutsche Schubert-Lied-Edition Vol. 6 (Schiller-Lied Vol. 1); Martin Bruns und Ulrich Eisenlohr, Naxos, München, 2001
- Franz Schubert: Deutsche Schubert-Lied-Edition Vol. 8 (Schiller-Lieder Vol. 2); Martin Bruns und Ulrich Eisenlohr (Klavier), Naxos, München, 2002
- Ignace Strasfogel: Auswahlwerke; Martin Bruns und Kolja Lessing (Klavier), Universal Music, Berlin, 2003
- La Baviera: Huldigungsmusiken an Kurfürst Karl Albrecht, Musikweltvertrieb, Münster, 2003
- Francesco Petrarca: 25 Lieder für mittlere Singstimme und Klavier, Martin Bruns (Hrsg. und Bearb.), Bärenreiter, Prag, 2004
- Junge Elite und Legenden 2004 im Zedernsaal auf Schloss Kirchheim, Mitschnitt, Bella Musica, Bühl, 2004
- Philipp Jarnach: Frühe französische Lieder op. 15:3; Martin Bruns und Kolja Lessing (Klavier) und Heinrich Keller (Flöte); Divox, 2004
- Richard Wagner: Tristan und Isolde, Oehmsclassics, München, 2005
- Ferruccio Busoni: Busoni Songs;  Martin Bruns und Ulrich Eisenlohr, Naxos, München, 2006
- In der Frühlingsmondnacht: Vertonungen auf Gedichte um Maximilian II. von Emanuel Geibel und Mitgliedern des Münchner Dichterkreises (Die Krokodile); Martin Bruns und Christoph Hammer (Klavier), Verlag Annette Schumacher, Ratingen, 2008